# 남지훈 (축구 선수)
남지훈(한국 한자: 南知訓, 1992년 12월 19일 ~ )은 대한민국의 전 축구 선수이며, 포지션은 골키퍼였다.